# City Campus MAX

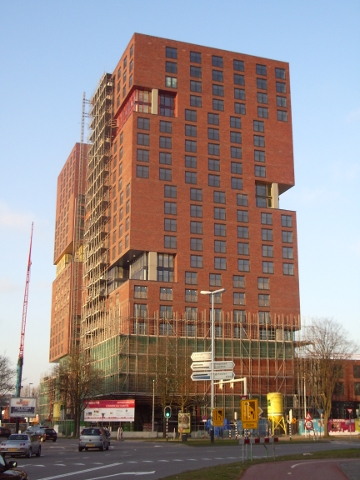
De twee huurtorens van City Campus MAX in aanbouw, februari 2009.

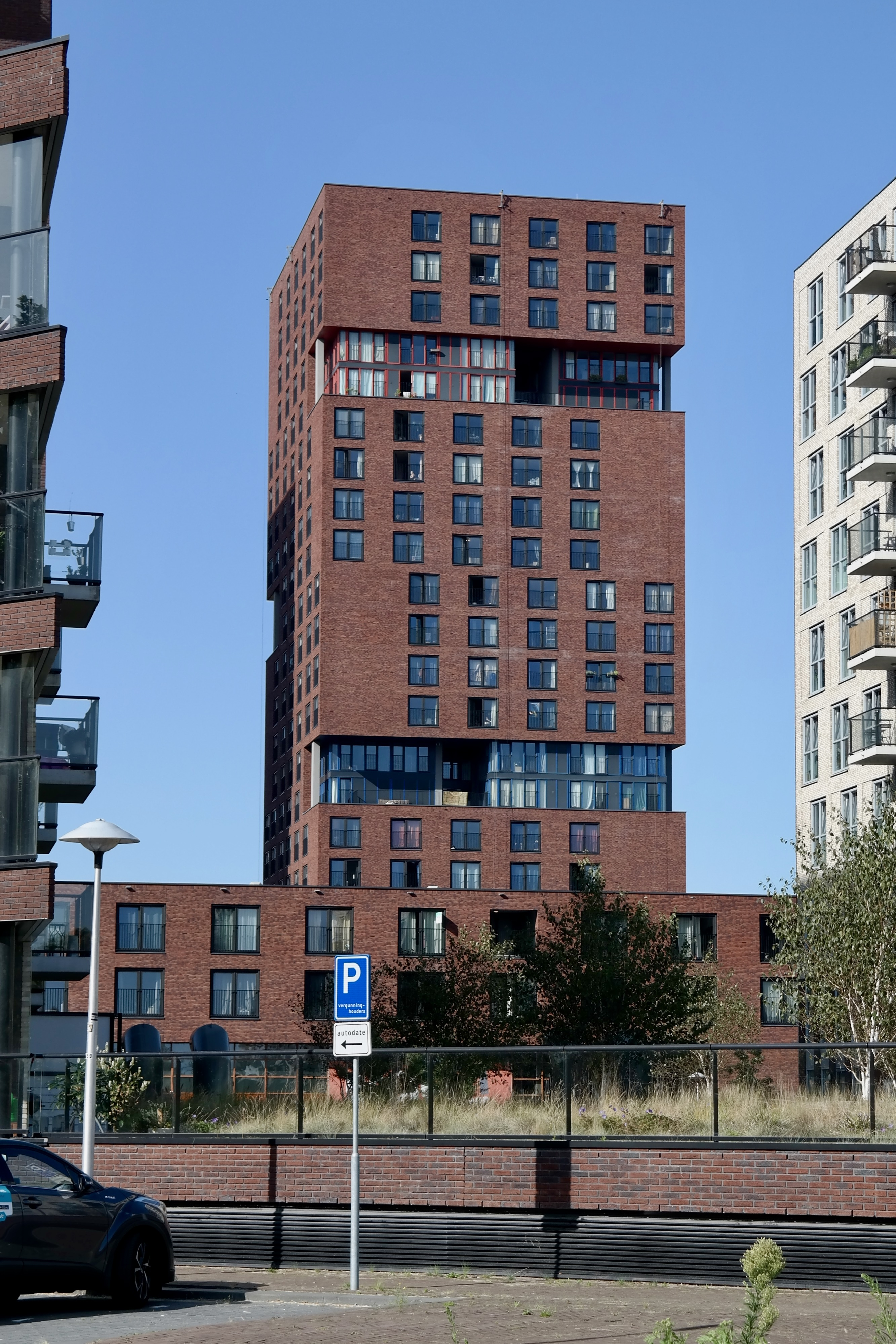
De noordelijke woontoren van het City Campus Max project aan het Europaplein in Utrecht, 2020.

City Campus MAX is een appartementencomplex in de stad Utrecht. Het complex is speciaal voor jongeren die studeren, of pas zijn afgestudeerd, aan een hogeschool of universiteit. MAX is gelegen aan het Europaplein, in het zuiden van de stad, in de wijk Transwijk, in de buurt van Kanaleneiland en Hoograven.
Er zijn 728 huurappartementen en 261 koopappartementen gebouwd, verspreid over drie torens: de huurappartementen in de twee hoogste torens van ieder 22 verdiepingen, de koopappartementen in de lagere toren van 15 verdiepingen.
MAX is een initiatief van Bouwfonds Ontwikkeling en is gebouwd door BAM Woningbouw, het ontwerp is gemaakt door Klunder Architecten. De eerste appartementen zijn in juli 2009 opgeleverd. Sinds februari 2010 zijn alle woonlagen bewoond. 